# Scrierea mixtecă

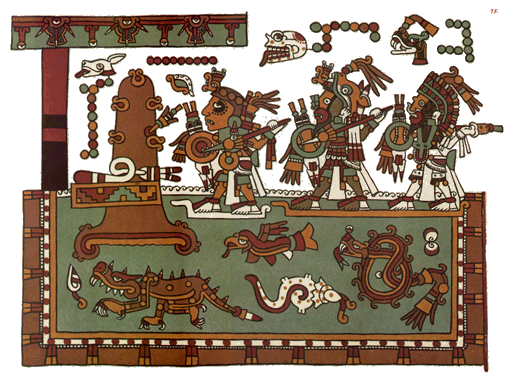
Un exemplu de reprezentare picturală a mixtecilor care foloseau comunicarea nonverbală prin scriere.

Scrierea mixtecă este un sistem de scriere logografic și pictografic.